# 観音寺 (恵那市)
観音寺（かんのんじ）は、岐阜県恵那市明智町字滝坂にある聖観世音菩薩を本尊とする臨済宗妙心寺派の寺院。山号は滝坂山。
滝坂観音と通称される。恵那三十三観音霊場十八番。

## 歴史
当初は、明知村の阿弥陀ヶ入に草庵を建立し、旗本・明知遠山氏初代の遠山利景が崇敬していた萬勝寺で祀られていた木造の聖観世音菩薩坐像を勧請したと伝わる。
その後、明知城の西の滝坂村を霊地として選び、慶長17年（1612年）、龍護寺一世の覚巌により開山された。
遠山利景が没した後は、位牌所の一つとなった。
厨子に入った木造の聖観世音菩薩坐像と不動明王像は、遠山利景が出陣中に守護仏として数多の戦いに同伴した由緒があり、「明知年譜」には、「至って古仏」と記されている。
宝暦8年（1758年）に恵那三十三観音霊場が創設されると十番札所となったが、その後、恵那三十三観音霊場が改組されるにあたって十八番札所となった。
文化13年（1816年）の「明知村明細書上帳」には、以下の文言が記されている。
本堂は創建以来のもので、恵那市の文化財に指定されている。
本尊の滝坂観音は中風封じ、癌封じの霊験があるとして信仰されている。

## 境内
たより弘法堂、滝清水観音、西国三十三所観音堂、十一面観音、無縁仏合祀供養壇、諸観音石仏群、寛政9年(1797年)の供養碑などがある。
西国三十三所観音は、宝暦10年(1760年)に福岡市右衛門・西尾輿兵衛・山田彦太郎・小木曾治兵衛らの講中によって勧請されたものである。
明治28年(1895年)、日清戦争後に「征清記念碑」が建立され、明知町、野志村、杉平村、東方村の4町村合同の講和祝宴が開かれ、余興に学生の旗取、投球、餅投、花火、芝居が催された。
また境内のシダレザクラは恵那市の天然記念物に指定されている。

## 墓地
観音寺の裏山には、上下2段の墓地がある。舟形の墓碑もあるが、何れも風化が進み苔むして判読が困難である。僅かに元禄と判読できる墓碑もある。
一基の無縫塔には、天明8年(1788年)の刻銘がある。